# 马尾造船厂
马尾造船厂，又称閩廠，是位于福州市马尾区的一家造船厂。現為马尾造船股份有限公司。

## 历史
始建于1866年，由福州船政局管理，为清朝政府制造多艘战舰，所造船只多服役于福建船政水师，在19世紀末期一度為全中國最大的造船工業重鎮，後因人因不贓的因素造船總量與品質不斷下降，最後中國造船業務的重心轉移至江南造船廠，馬尾造船廠的造船業務於1907年停辦。抗日战争期间，大部分建筑因轰炸而毁损，现留有轮机车间。后改马尾造船股份有限公司。